# McGrath (Minnesota)
McGrath es una ciudad ubicada en el condado de Aitkin en el estado estadounidense de Minnesota. En el Censo de 2010 tenía una población de 80 habitantes y una densidad poblacional de 86,04 personas por km².

## Geografía
McGrath se encuentra ubicada en las coordenadas 46°14′32″N 93°16′29″O / 46.24222, -93.27472. Según la Oficina del Censo de los Estados Unidos, McGrath tiene una superficie total de 0.93 km², de la cual 0.93 km² corresponden a tierra firme y (0%) 0 km² es agua.

## Demografía
Según el censo de 2010, había 80 personas residiendo en McGrath. La densidad de población era de 86,04 hab./km². De los 80 habitantes, McGrath estaba compuesto por el 96.25% blancos, el 0% eran afroamericanos, el 1.25% eran amerindios, el 0% eran asiáticos, el 0% eran isleños del Pacífico, el 0% eran de otras razas y el 2.5% pertenecían a dos o más razas. Del total de la población el 0% eran hispanos o latinos de cualquier raza.